# Via Cecilia
Via Cecilia (ibland Via Caecilia) var en romersk väg som utgick från Via Salaria  till adriatiska havet. Via Cecilia uppstod ur Via Salaria 56 kilometer från Rom. Den gick genom Amiternum och Hadria (dagens Atri) till Adriatiska havet. En gren av vägen gick till Interamna Praetuttiorum  (dagens Teramo) och förmodligen till havet vid Castrum Novum (dagens Giulianova). Via Cecilia var 243 kilometer lång och förmodas ha byggts av den romerske konsuln Lucius Caecilius Metellus Diadematus som gett den sitt namn.